# مطلع
نخستین بیت غزل و قصیده را مطلع می‌نامند. اصطلاح مطلع در مقابل مقطع قرار می‌گیرد که منظور از آن آخرین بیت است.